# Олівер Венделл Голмс (старший)
Олівер Венделл Голмс старший (англ. Oliver Wendell Holmes, Sr.; 29 серпня 1809, Кембридж — 7 жовтня 1894, Бостон) — відомий лікар, доктор медичних наук, професор анатомії та фізіології у Гарварді.

## Життєпис

### Ранні роки
Народився Олівер Голмс 29 серпня 1809 у Кембриджі, штат Массачусетс, передмісті Бостона, в сім'ї священника конгрегаціоналіста та історика Абіеля Голмса та його другої дружини Сари Венделл. Дитиною Олівер був надзвичайно хворобливою — його мучила астма, компенсував поганий стан свого здоров'я хлопчик досить швидким розвитком. Чимало часу Олівер проводив у батьківській бібліотеці, познайомившись із творчістю Джона Драйдена, Александера Поупа та Олівера Ґолдсміта, він почав писати власні вірші. Навчався Голмс непогано, хоча викладачам і не подобалася його балакучість і звичка читати на уроках сторонню літературу.

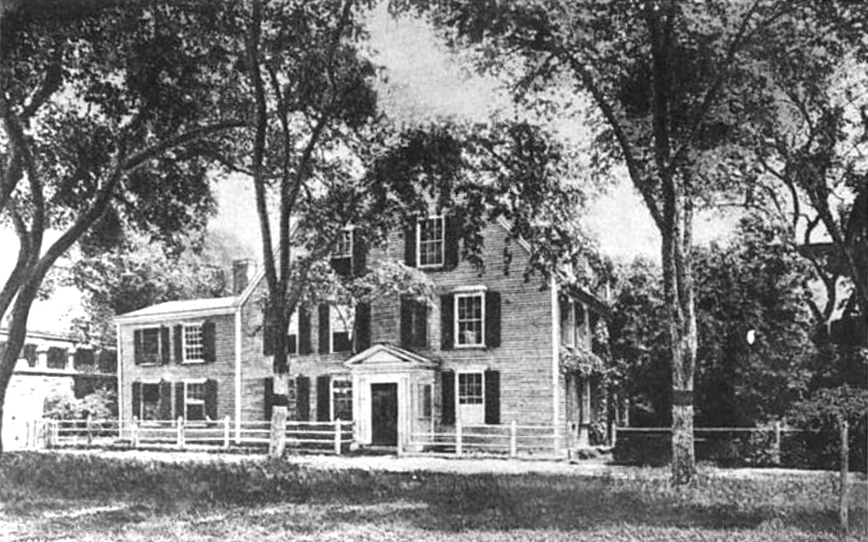
Будинок, де народився Голмс

У 15 років Олівер відправився вчитися до академії Філліпса в Ендовері. Батько вибрав для нього саме цю академію, оскільки сподівався, що син піде по його стопах. Олівер, однак, в релігію подаватися не захотів і ніякого задоволення від навчання в Ендовері не отримав. Один з наставників відзначив його неабиякі поетичні здібності й порекомендував спробувати себе на цій ниві. Вже у 16 років Голмс вступив до Гарварду.
У Гарварді Олівер захоплювався правом, медициною та літературою. Становище батька допомогло юнакові налагодити непогані стосунки з представниками цілого ряду різних соціальних груп. Деякий час після закінчення коледжу Голмс подумував про кар'єру юриста, проте потім рішення своє змінив і повернувся до свого першого захоплення — літератури.

## Творчість
Найважливішим роком для Олівера як поета виявився 1830 — саме тоді він остаточно розчарувався в юриспруденції та почав писати вірші, виключно для власного задоволення. До кінця року він встиг створити понад 50 віршів, 25 з них були присвячені «The Collegian» — недовговічному студентському часопису. У наш час найбільш відомі чотири вірші того періоду — The Dorchester Giant, Reflections of a Proud Pedestrian, Evening / By a Tailor і The Height of the Ridiculous.
У вересні Олівер прочитав статтю про долю відомого англійського корабля USS Constitution і послав у газету полум'яний вірш про неприпустимість пуску на злам настільки знаменитого судна. Творіння Голмса було опубліковано на наступний же день і здобуло поетові міжнародну славу та зберегло життя корабля.

## Медицина
Справжню славу Оліверу принесла медицина. Вивчати її він почав у 1830 році, в медичному коледжі Бостона. Далі був курс навчання у Парижі, де його вчителем був відомий французький лікар П'єр-Шарль Александр Луї, і отримання ступеня доктора медицини в Гарварді. Закінчивши навчання, Голмс досить швидко став важливою фігурою на місцевій медичній сцені. Його прийняли в «Массачусетське Медичне Товариство», «Медичне товариство Бостона» та «Бостонське товариство медичного розвитку».
На користь репутації Олівера пішла, крім іншого, вручена йому Медичною школою Гарварду «премія Бойлстон», яку отримав за працю про переваги маловідомого тоді в Америці стетоскопа.

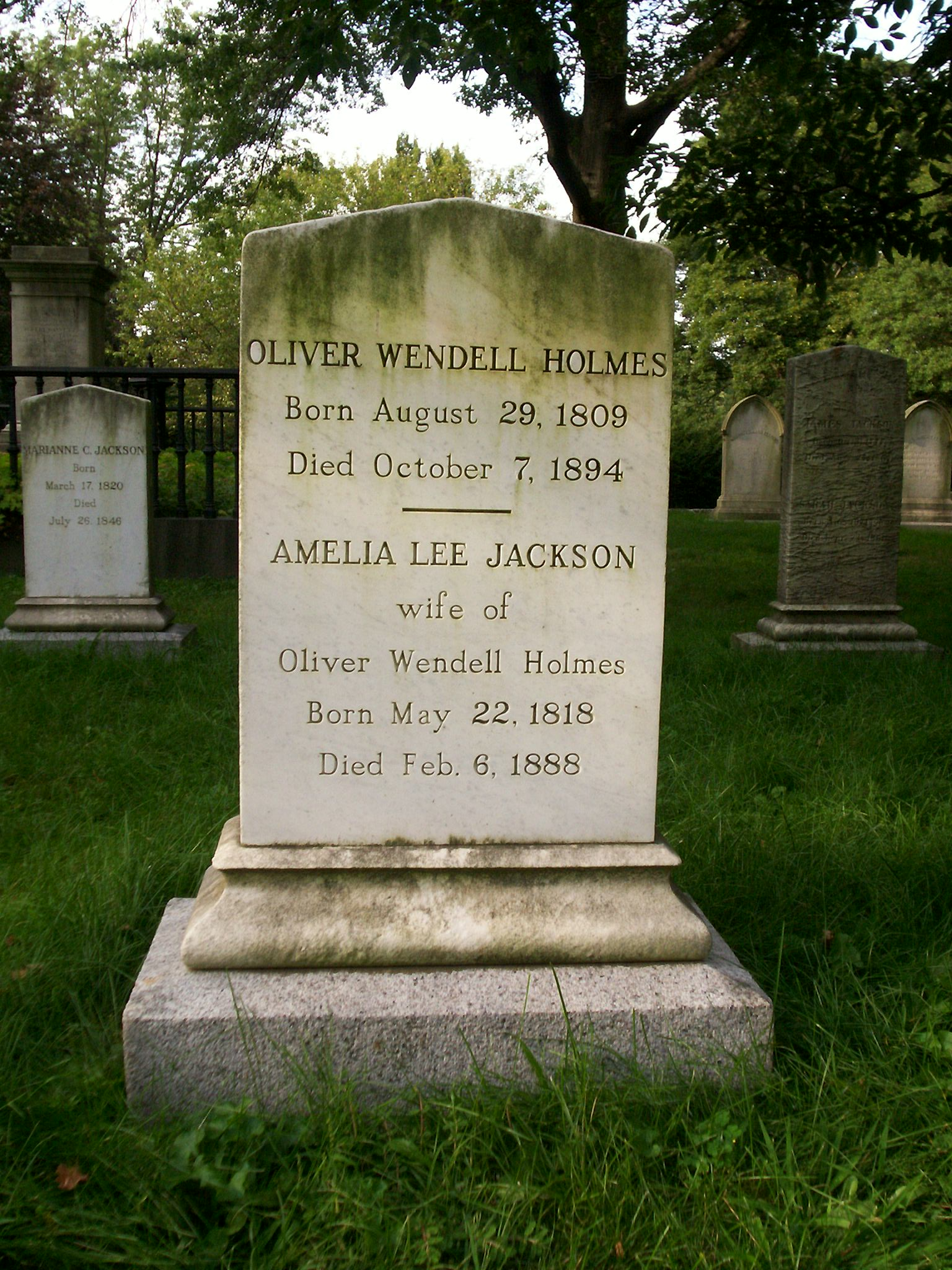
Надгробок Олівера та Амелії Голмс

Влаштувавшись в бостонський диспансер, Голмс був неприємно вражений низьким рівнем гігієни в такому важливому навчальному закладі, пізніше він відкрив власну практику, проте особливого часу їй не приділяв, займаючись переважно викладацькою діяльністю. Працював професором фізіології та анатомії в Гарварді, пізніше — в Дартмутському коледжі. Викладати Олівер продовжував до 1882 року.

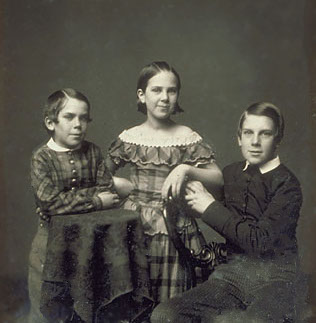
Дагеротипія 1854, діти Голмса: Едвард Джексон Голмс, Амелія Джексон Голмс і Олівер Венделл Голмс молодший

У подальших у своїх лекціях Голмс активно викривав популярні на той час антинаукові концепції. Особливий гнів у нього викликали астрологія, алхімія і гомеопатія.
Олівер опублікував статтю про пологову гарячку, у 1843 році, в якій капітально переглянув чинну теорію виникнення цієї хвороби. Зібравши велику базу доказів, Голмс зумів продемонструвати, що будь-який лікар, який хоч раз зустрівся у своїй практиці з цією хворобою, просто зобов'язаний ретельно стерилізувати всі інструменти, знищити вбрання що використовував і утримуватися від практики мінімум пів року після контакту з хворою. При першій публікації робота пройшла непоміченою, проте трохи пізніше кілька важливих докторів все ж звернули на неї свою увагу. Всі їх спроби оскаржити тези Голмса так ні до чого і не привели. У 1846 році Голмс винайшов термін анестезія, заговорив про це Олівер в листуванні з дантистом Вільямом Мортоном, першим застосував у своїй медичній практиці ефір.
Наприкінці 1884 Олівер разом з дочкою відправився в поїздку по Європі, де зустрів чимало великих вчених і письменників.
Помер Олівер Голмс уві сні 7 жовтня 1894 року. Голмс був похований поруч з дружиною на цвинтарі «Маунт Оберн» в Кембриджі, штат Массачусетс.

## Особисте життя
15 червня 1840 Олівер одружився з Амелією Лі Джексон — племінницею Джеймса Джексона, одного зі своїх наставників. У Голмса було троє дітей: Олівер Венделл Голмс молодший (1841—1935), Амелія Джексон Голмс (1843—1889), і Едвард Джексон Голмс (1846—1884).